# Nürnbergi S-Bahn
Az S-Bahn Nürnberg egy S-Bahn hálózat Nürnberg és a környező települések között. A hálózat 6 vonalból áll, teljes hossza 320 km, melyen 90 állomás található. A hálózaton korábban elsősorban mozdonyvontatású ingavonatok közlekedtek, napjainkban a motorvonatok a jellemzőek. 2019-ben 25 963 millió utast szállított. A szerelvények általában 20 percenként járnak. Az első vonal 1987 szeptember 26-án nyílt meg.

## Vonalak

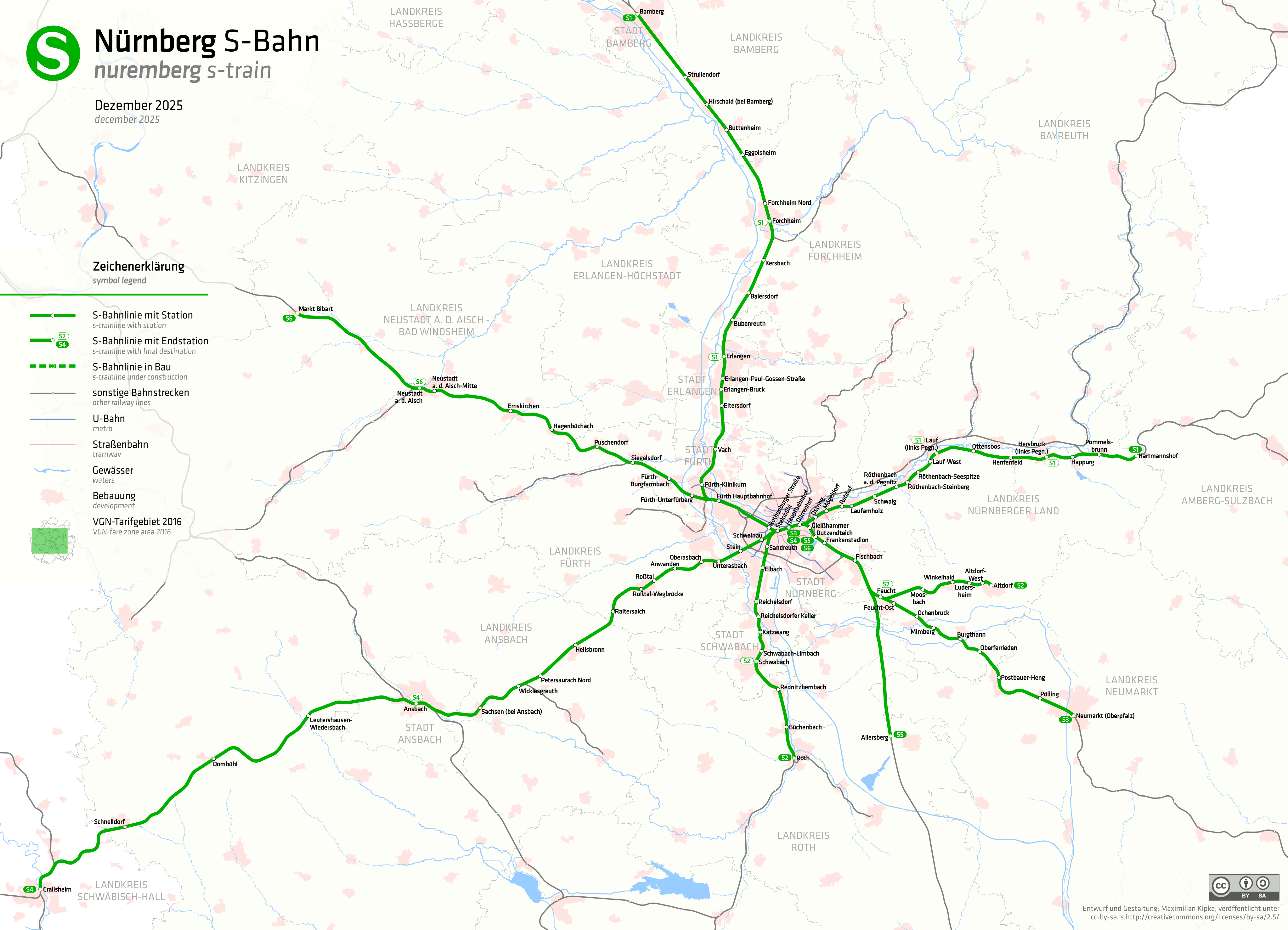
Az S-Bahn Nürnberg vonalhálózata

| Vonal | Állomások | Ütem              | Üzembehelyezés | Hossz km-ben | Állomások száma | Utazási idő percben | Átlagsebesség km/h-ban |
| ----- | --- | ----------------- | -------------- | ------------ | --------------- | ------------------- | ---------------------- |
| S1    | Bamberg – Strullendorf – Hirschaid – Buttenheim – Eggolsheim – Forchheim | 60 perces ütem    | 1987–2010      | 99,6         | 37              | 103                 | 58,0                   |
| S1    | Forchheim – Kersbach – Baiersdorf – Bubenreuth – Erlangen – Paul-Gossen-Straße (seit 2015) – Bruck – Eltersdorf – Vach – Unterfarrnbach – Fürth Hauptbahnhof – Rothenburger Straße – Steinbühl – Hauptbahnhof                                 | 20/40 perces ütem | 1987–2010      | 99,6         | 37              | 103                 | 58,0                   |
| S1    | Hauptbahnhof – Dürrenhof – Ostring – Mögeldorf – Rehhof – Laufamholz – Schwaig – Röthenbach (Pegnitz) – Steinberg – Seespitze – Lauf West – Lauf (links Pegnitz)                                                                              | 20 perces ütem    | 1987–2010      | 99,6         | 37              | 103                 | 58,0                   |
| S1    | Lauf (links Pegnitz) – Ottensoos – Henfenfeld – Hersbruck (links Pegnitz) | 20/40 perces ütem | 1987–2010      | 99,6         | 37              | 103                 | 58,0                   |
| S1    | Hersbruck (links Pegnitz) – Happurg – Pommelsbrunn – Hartmannshof | 60 perces ütem    | 1987–2010      | 99,6         | 37              | 103                 | 58,0                   |
| S2    | Roth – Büchenbach – Rednitzhembach – Schwabach | 20/40 perces ütem | 1992–2004      | 49,6         | 23              | 65                  | 45,8                   |
| S2    | Schwabach – Limbach – Katzwang – Reichelsdorfer Keller – Reichelsdorf – Eibach – Sandreuth – Steinbühl – Hauptbahnhof – Dürrenhof – Gleißhammer – Dutzendteich – Frankenstadion – Fischbach – Feucht                                          | 20 perces ütem    | 1992–2004      | 49,6         | 23              | 65                  | 45,8                   |
| S2    | Feucht – Feucht-Moosbach – Winkelhaid – Ludersheim – Altdorf West – Altdorf | 20/40 perces ütem | 1992–2004      | 49,6         | 23              | 65                  | 45,8                   |
| S3    | Hauptbahnhof – Feucht – Feucht Ost – Ochenbruck – Mimberg – Burgthann – Oberferrieden – Postbauer-Heng – Pölling – Neumarkt (Oberpf) | 20/40 perces ütem | 1992–2010      | 36,2         | 10              | 33                  | 65,8                   |
| S4    | Hauptbahnhof – Nürnberg-Schweinau – Nürnberg-Stein – Unterasbach – Oberasbach – Anwanden – Roßtal – Roßtal Wegbrücke – Raitersaich – Heilsbronn – Petersaurach Nord – Wicklesgreuth – Sachsen – Ansbach – Leutershausen-Wiedersbach – Dombühl | 20/40 perces ütem | 2010–2017      | 67,1         | 16              | 59                  | 68,4                   |
| S5    | Hauptbahnhof – Allersberg (Rothsee) | 60 perces ütem    | 2020           | 25,4         | 2               | 15                  | 101,6                  |
| S6    | Nürnberg Hauptbahnhof – Fürth Hauptbahnhof – Unterfürberg – Burgfarrnbach – Siegelsdorf – Puschendorf – Hagenbüchach – Emskirchen – Neustadt (Aisch) Mitte – Neustadt (Aisch)                                                                 | 60 perces ütem    | 2021           | 55,6         | 11              | 38                  | 64,6                   |
| S6    | Neustadt (Aisch) – Markt Bibart | Egyetlen vonat    | 2021           | 55,6         | 11              |                     |                        |

## Járművek
Jelenlegi járművek:
- DB 143 sorozat + x-Wagen
- Bombardier Talent 2

## Képgaléria

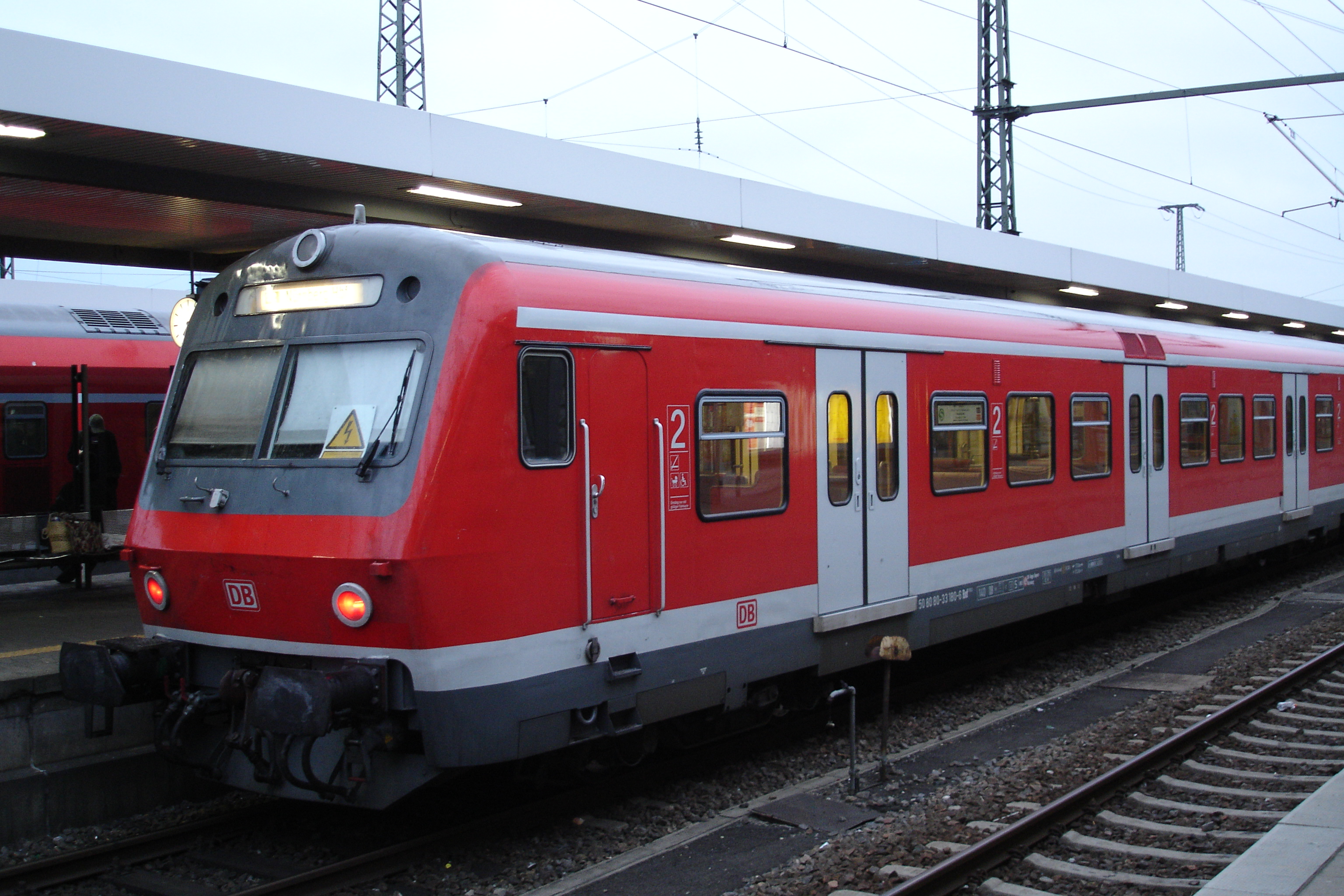
Egy X-wagen vezérlőkocsi
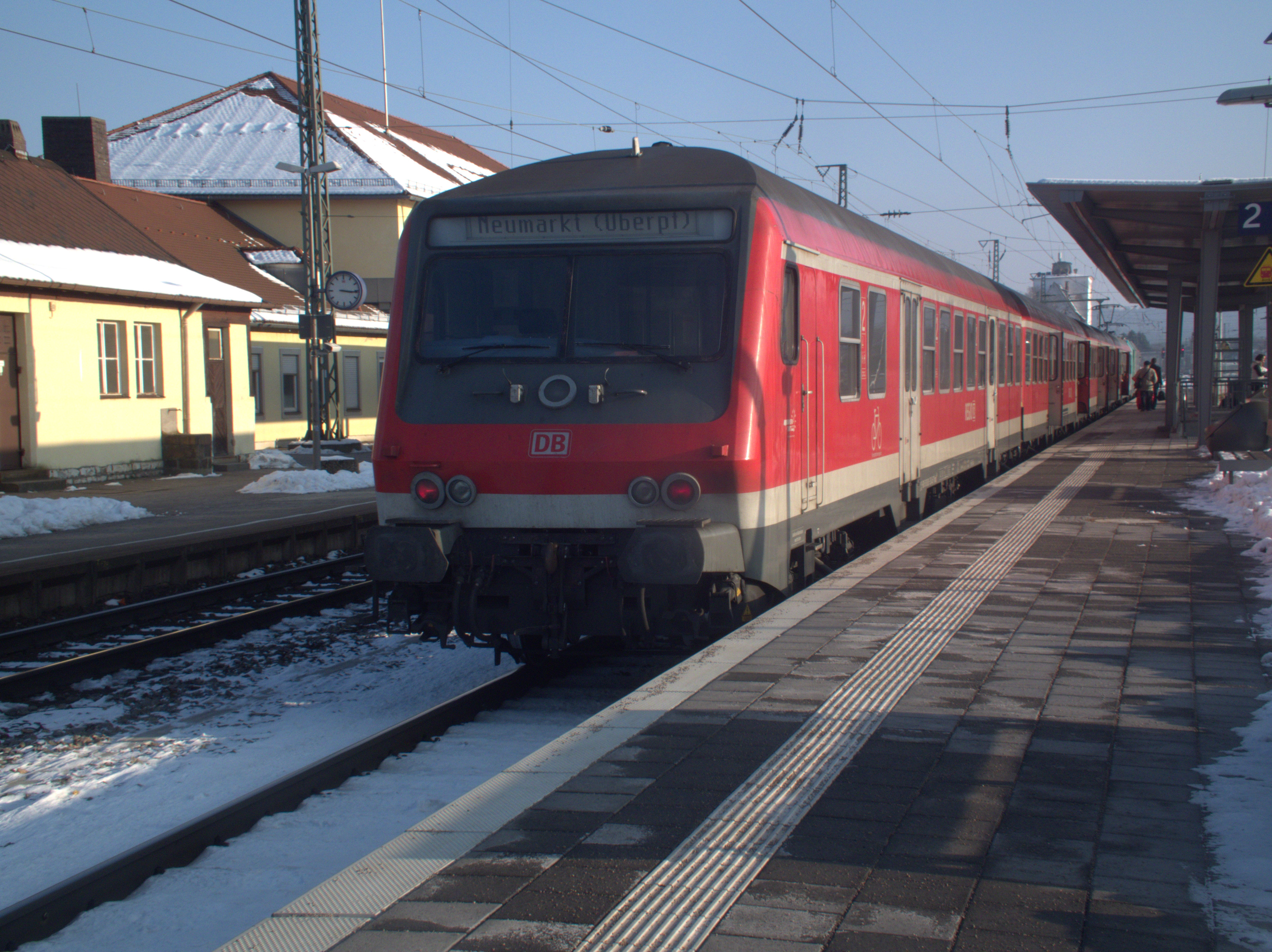
Bahnhof Neumarkt állomás
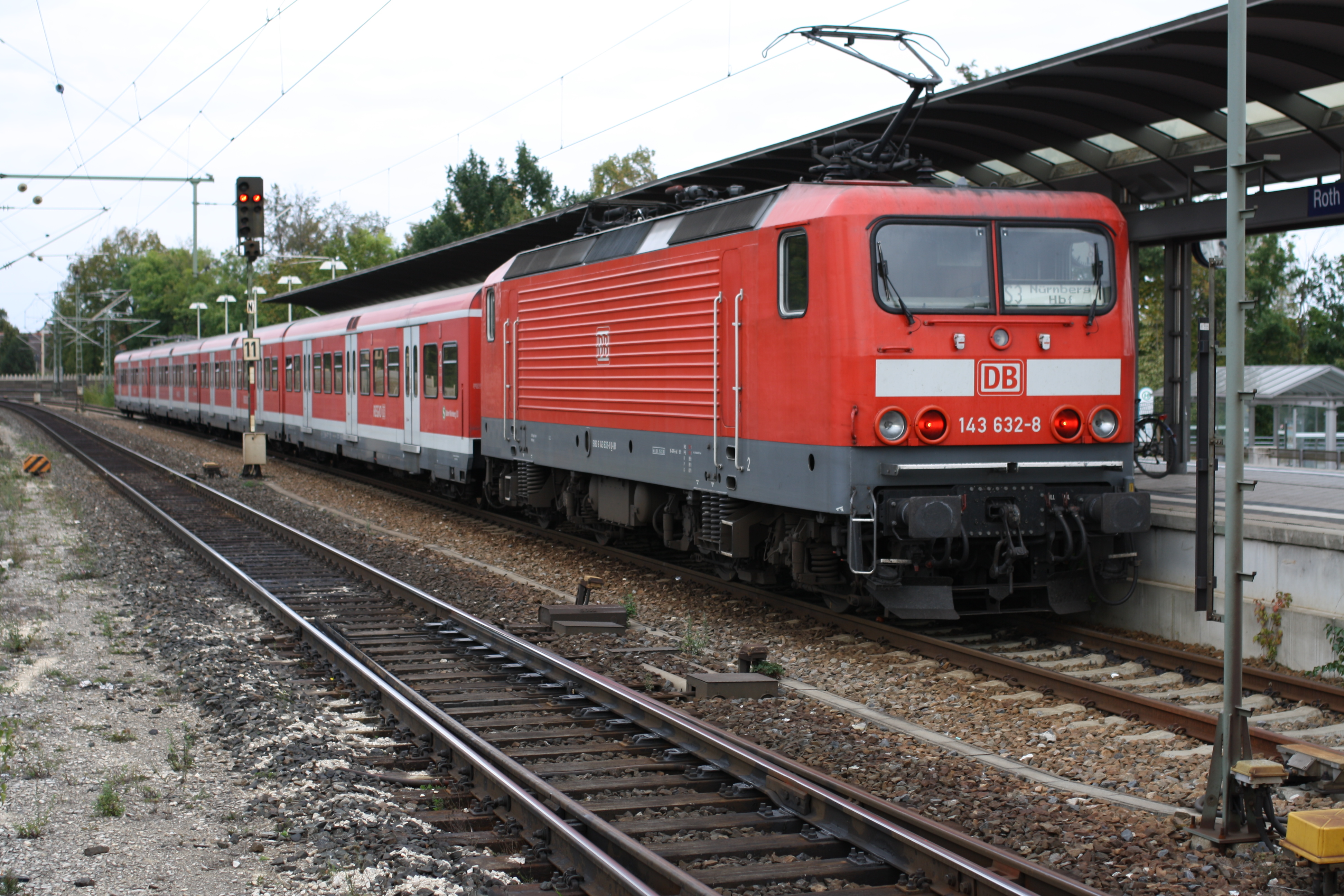
DB 143 sorozatú mozdony szerelvényével
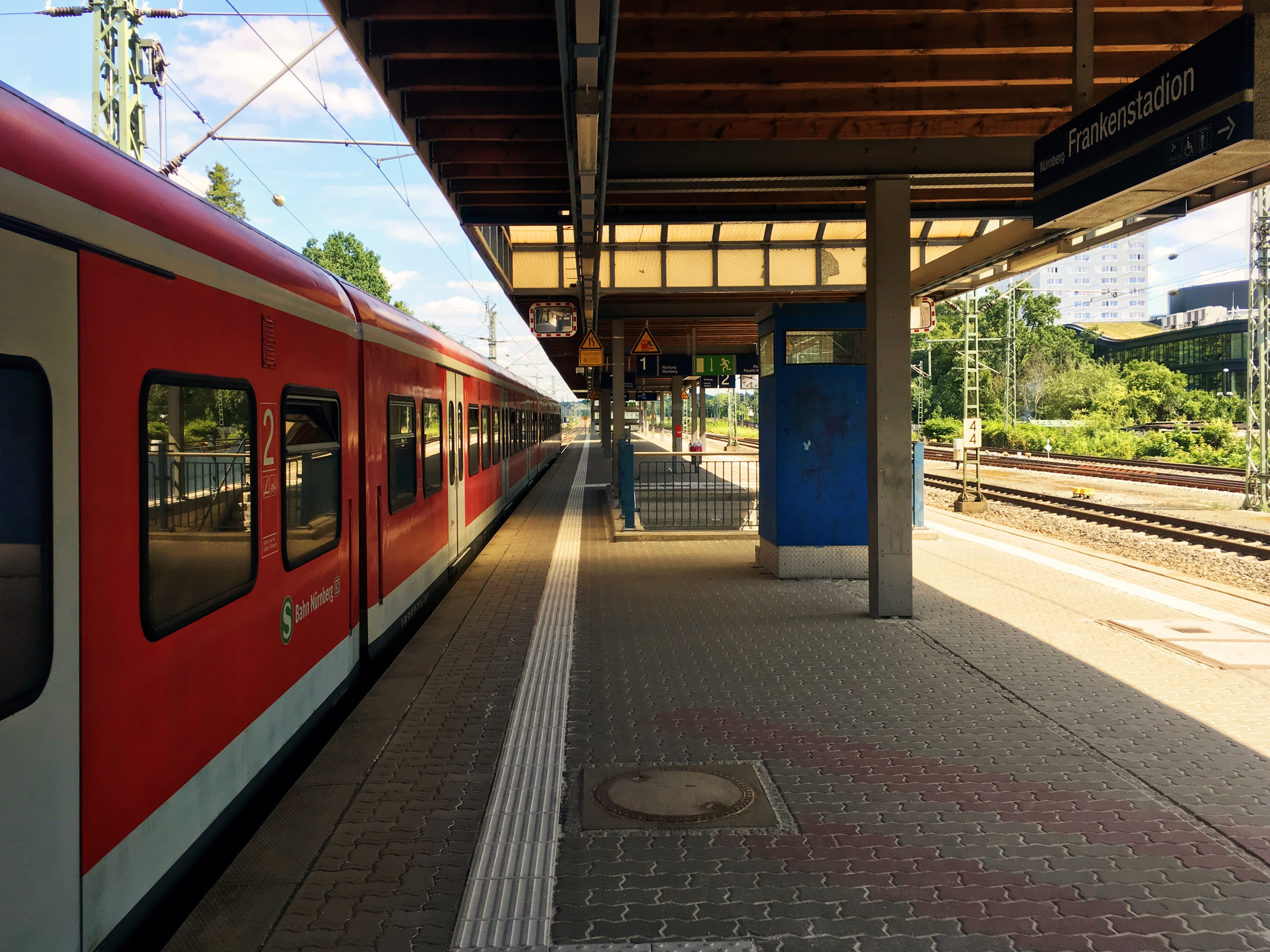
Bahnhof Frankenstadion